# قصر الفلاحتي
ينتمي قصر الفلاحتي (بالفارسية: کاخ فلاحتی) إلى فترة القاجار ويقع في إيلام ، شارع آية الله عبد الرحمن حيدري إيلامي.
تم بناء هذا القصر بأمر من حاكم غلام رضا خان عام 1326 هـ. في الماضي ، كانت المساحة التي يقع فيها القصر مفتوحة تمامًا وأعطتها البساتين المحيطة بها جمالًا خاصًا ، ولكن الآن ، مع التطور الحضري ، أصبحت مساحتها المفتوحة مبنى وشارعًا ، وفقد قصر فالهاتي مظهره السابق. يُعرف هذا القصر أيضًا باسم القصر الزراعي لأنه يقع في منطقة منظمة الجهاد الزراعية في المحافظة. تم بناء القصر على مساحة 810 متر مربع مع بنية تحتية تبلغ حوالي 337 متر مربع. يعودون إليها. على جانبي الغرف ، هناك مضلعات منتظمة ، يوجد بينهما تراسين ، وعلى كلا الجانبين هناك نافذة بقياس 1 × 2 متر ، مزينة بقوس نصف دائري وجبس جبسي جميل بزخارف بشرية وزهور ونباتات. كان. يرتكز سقف الشرفة على عمودين ، وعواصمهما على شكل نعش ، ولكن داخل الغرف بسيط للغاية وغير مزخرف ، وسقف القصر مغطى بأقواس خشبية وقذائف هاون ومغطاة بصفائح مجلفنة. في بناء هذا المبنى ، تم استخدام مواد مثل الطوب المربع والأحجار المنحوتة والخشب والجص والصفائح المجلفنة للسقف وتم تغطية أرضية القصر بالطوب. يحتوي القصر على خمس غرف وشرفة مستطيلة. أرض الرصيف وفناءه ، كما هو موضح في بعض الأحيان ، مصنوع من الطوب ، وبسبب سوء الاستخدام وتلف سطحه ، أعيد بناؤه بالفسيفساء.